# ピール・ムハンマド・ハーン

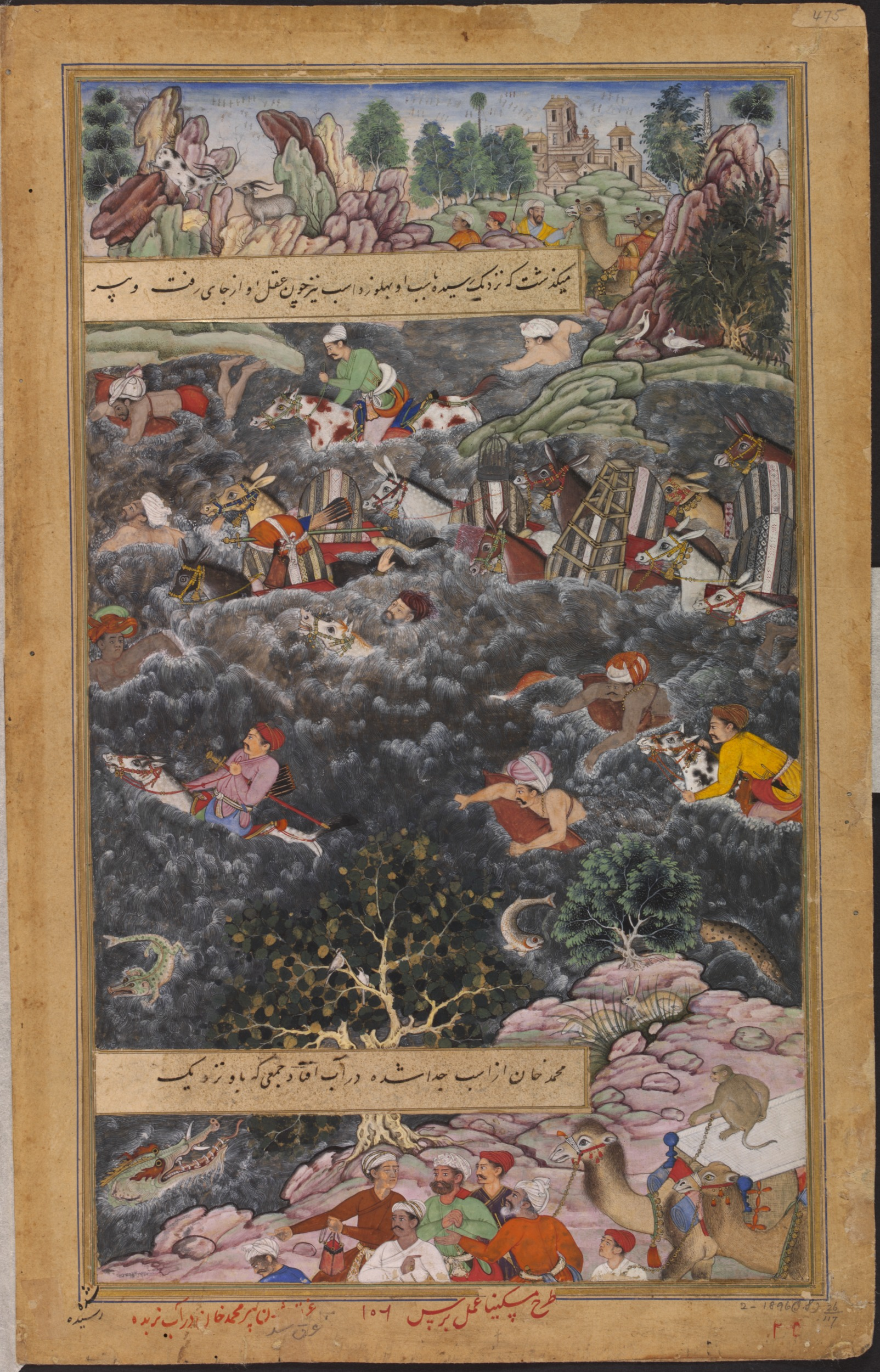
川で溺死するピール・ムハンマド・ハーン

ピール・ムハンマド・ハーン（Pir Muhammad Khan, 生年不詳 - 1562年4月）は、北インド、ムガル帝国の政治家・武将。スンナ派のムッラー（法学者）でもあった。

## 生涯
ピール・ムハンマド・ハーンはもともと無名の存在であったが、宰相バイラム・ハーンに引き立てられ、その信任を得た。バイラム・ハーンの代理人となった彼は重要な国事と財政の管理をつかさどったものの、やがてその傲慢な振る舞いから対立して追放された。
1560年3月、バイラム・ハーンの失脚計画に加担し、皇帝アクバルの乳母マーハム・アナガらとともにその追い落としに成功した。だが、ピール・ムハンマド・ハーンは更なる追い落としにかかろうとその追討を行い、結果的に彼を反乱に導いた。
同年、反乱が鎮圧されると、アクバルの乳兄弟アドハム・ハーンとともにマールワー遠征を行い、1561年にマールワーを占領した。その後、アドハム・ハーンがアーグラに帰還したのちも、マールワーの支配者バーズ・バハードゥルと戦闘を継続した。
1562年4月、ピール・ムハンマド・ハーンはマールワーでの戦闘のさなか、川で溺れて死亡した。歴史家バダーウーニーは「水より入りて火に至りぬ」、と奸臣に対して批判を述べている。